# Luke Grimes

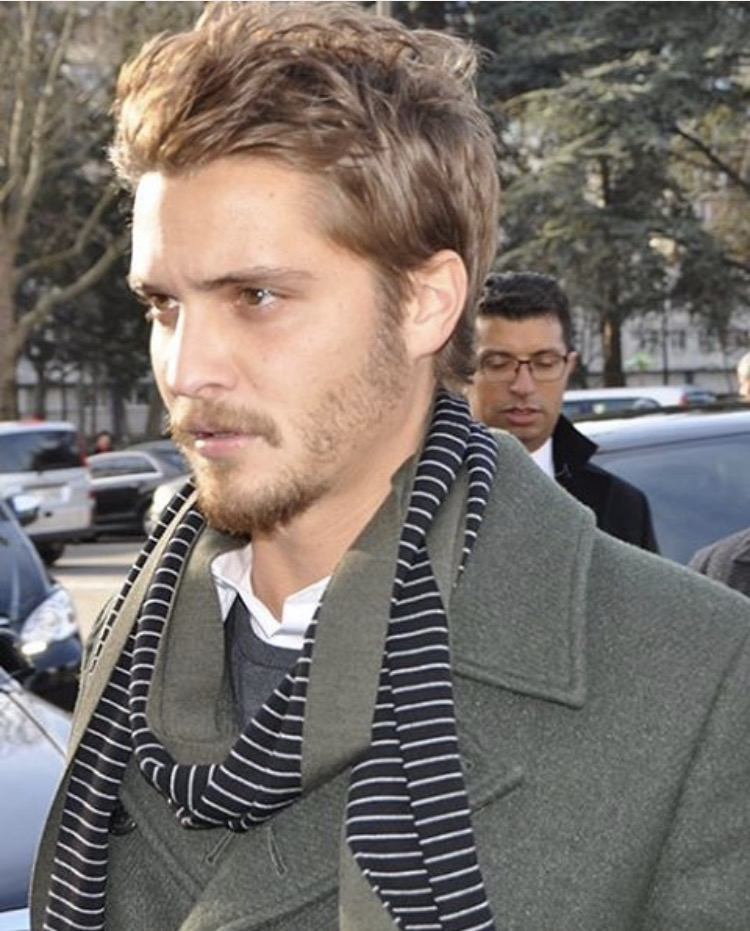
Luke Grimes

Luke Timothy Grimes (* 21. Januar 1984 in Dayton, Ohio) ist ein US-amerikanischer Schauspieler.

## Leben und Karriere
Luke Grimes wuchs unter religiöser Erziehung als jüngstes von vier Kindern in Dayton auf. Weil sein Vater als Pastor einer Pfingstgemeinde tätig war, erlernte Grimes in der Kirche das Schlagzeugspiel. Er besuchte die American Academy of Dramatic Arts in New York City. Diese schloss er im Jahr 2004 ab.
Nachdem Luke Grimes nach Los Angeles gezogen war, um Schauspieler zu werden, erschien er 2006 im Film All the Boys Love Mandy Lane sowie 2007 in War Eagle, Arkansas. Erste Bekanntheit erlangte er durch seine Verkörperung des Ryan Lafferty in der Serie Brothers & Sisters. Insgesamt war er in 34 Folgen der Serie zu sehen. 2012 folgte eine Rolle im Film 96 Hours – Taken 2 sowie 2013 eine wiederkehrende Gastrolle in der Serie True Blood. Ende Oktober 2013 wurde Luke Grimes für die Rolle des Elliott Grey in der Verfilmung des ersten Teils von Shades of Grey, Fifty Shades of Grey verpflichtet.

## Filmografie (Auswahl)
- 2006: All the Boys Love Mandy Lane
- 2007: War Eagle, Arkansas
- 2008: Lange Beine, kurze Lügen und ein Fünkchen Wahrheit … (Assassination of a High School President)
- 2009–2010: Brothers & Sisters (Fernsehserie, 34 Folgen)
- 2012: Outlaw Country
- 2012: 96 Hours – Taken 2 (Taken 2)
- 2013: True Blood (Fernsehserie, 6 Folgen)
- 2014: Squatters
- 2014: American Sniper
- 2015: Fifty Shades of Grey
- 2016: Manhattan Undying
- 2016: Die glorreichen Sieben (The Magnificent Seven)
- 2016: Shangri-La Suite
- 2017: Fifty Shades of Grey – Gefährliche Liebe (Fifty Shades Darker)
- 2017: El Camino Christmas
- 2018: Fifty Shades of Grey – Befreite Lust (Fifty Shades Freed)
- 2018–2024: Yellowstone (Fernsehserie)
- 2023: Küssen und andere lebenswichtige Dinge (Happiness for Beginners)
- 2025: Eddington